# Nauclea
Genre
Classification phylogénétique
Le genre Nauclea regroupe des arbres et des arbustes vivaces de la famille des Rubiaceae.
Les principales espèces sont:
- Nauclea diderrichii
- Nauclea gilletii
- Nauclea officinalis
- Nauclea orientalis (Kanluang, Leichardt Tree, Cheesewood, Yellow Cheesewood, Canary Cheesewood)
- Nauclea parva
- Nauclea robinsonii
- Nauclea subdita (Bongkol)
- Nauclea tenuiflora
- Nauclea vanderguchtii
- Nauclea xanthoxylon

À noter que le pêcher africain anciennement connu sous le nom de Nauclea latifolia a été renommé Sarcocephalus latifolius.